# اتاق ال شکل
اتاق ال شکل (انگلیسی: The L-Shaped Room) یک فیلم درام به کارگردانی برایان فوربز است که در سال ۱۹۶۲ منتشر شد. از بازیگران آن می‌توان به لزلی کارون، براک پیترس و برنارد لی اشاره کرد.
لزلی کارون بابت ایفای نقش در این فیلم، نامزد دریافتِ جایزه اسکار بهترین بازیگر نقش اول زن شد و برندهٔ جایزه گلدن گلوب و بفتا گردید.

## بازیگران
- لزلی کارون
- دایان کلیر
- تام بل
- براک پیترس
- برنارد لی
- کی والش
- سیسلی کورتنیج
- پاتریشیا فینیکس
- امیل ویلیامز
- اویس بانج
- گری داگن
- مارک ایدن
- نانته نیومن
- آنتونی بوث
- هری لاک
- جرالد سیم